# Nennio
Nennius o Nemnius o Nemnivus fu un monaco gallese del IX secolo al quale, sulla base del prologo dell'opera (sul quale si discute molto), è stata attribuita la paternità della Historia Brittonum .
Recentemente è stato fatto notare come il manoscritto che attribuisce a Nennio la paternità dell'opera risalirebbe a un periodo compreso tra X e XI secolo, ma la maggior parte degli storici continua a riferirsi a lui come autore, o almeno redattore, della versione dell'opera giunta fino a noi, basata però su testi precedenti.
Nennio sarebbe stato allievo di Elvodugus, comunemente identificato con il vescovo Elfodd di Bangor, che nel 768 convinse la parte gallese della Cristianità celtica a celebrare la Pasqua nella stessa data degli altri cattolici della Britannia, così come era stato deciso dal Sinodo di Whitby nel 664. La morte Elfodd viene datata nell'809 dagli Annales Cambriae.
Si ritiene che Nennio sia vissuto nella zona del Brecknockshire e del Radnorshire, cioè nell'attuale Powys, in Galles e quindi fuori dai regni anglosassoni, isolato dalle montagne e in una società rurale. A causa della mancanza di prove riguardanti la sua vita, Nennio stesso è diventato oggetto di leggende: le tradizioni gallesi includono incongruamente Nennio ed Elfodd tra i monaci gallesi che sarebbero sfuggiti al massacro da parte di Æthelfrid nel 613, in occasione della battaglia di Chester. Tale battaglia avvenne circa un secolo e mezzo prima dell'episcopato di Elfodd.
A Nennio è tradizionalmente attribuita la stesura, attorno all'830, della Historia Brittonum, opera che fu molto influente, diventando un importante punto di riferimento per le successive leggende arturiane, soprattutto perché riporta fatti importanti per il dibattito sulla storicità di Re Artù. L'opera si occupa anche delle leggende sulle origini dei Pitti, degli Scoti, di San Germano d'Auxerre e di Vortigern e riporta anche eventi associati all'invasione degli Anglosassoni nel V secolo.
Alcuni elementi suggeriscono che la Historia Brittonum fosse una raccolta di diverse fonti, alcune delle quali citate solo da Nennio. Alcuni esperti ritengono che questa non sia stata la prima compilazione della storia dei Britanni e che si basasse in gran parte sul De Excidio Britanniae, scritto circa due secoli prima da Gildas.  Altre fonti furono la Vita di Germano e diverse genealogie reali.  La maggior parte delle altre fonti non è sopravvissuta e quindi non può essere confermata.  I manoscritti superstiti della Historia Brittonum appaiono redatti partendo da diverse versioni perdute: le informazioni su Nennio contenute nel 'Prologo e quelle presenti nella Apologia divergono. Il Prologo contiene una forma espansa di Apologia, che si trova solo nelle edizioni copiate durante il XII secolo. Ciò ha condotto gli esperti a credere che le versioni successive del documento siano state alterate.  La più grande edizione conosciuta contiene settantasei sezioni tra cui il Prologo e la Apologia. Il lavoro venne tradotto in irlandese da Giolla Coemgin attorno al 1071 ed è il primo esempio della Historia Brittonum  che includa il nome dell'autore, Nennio.
L’opera venne scritta inizialmente con il chiaro intento di fornire una patente di legittimità alla passato dei Britanni e contiene allo stesso tempo leggende e superstizioni.  L'accuratezza storica dell’opera è a dir poco discutibile, ma il documento è internamente coerente e fornisce informazioni direttamente e indirettamente sulle fonti di Nennio. Alcuni storici sostengono che l'opera offra una buona visione del modo in cui i Brittonici del IX secolo vedevano se stessi e il loro passato. Nennio fa diversi tentativi per trovare tracce della storia dei Britanni prima dei Romani e anche dei Celti attraverso osservazioni empiriche di ciò che egli chiama "Le meraviglie" o "Meraviglie della Gran Britannia", che includono rovine, punti di riferimento e altri aspetti della campagna britannica che Nennio ritiene meritevoli di documentazione. La sua spiegazione dei punti di riferimento fisici e delle rovine diventa interpretazione mistica, sebbene Nennio sia un monaco cristiano. All'interno della scrittura di Nennio c'è un senso di orgoglio nazionalista, che tenta di nobilitare il popolo britannico e abbellire il suo passato attraverso la leggenda. Un esempio sono i suoi racconti su re Artù e le sue dodici battaglie. L'opera di Nennio sarebbe la base da cui attinsero autori successivi come Goffredo di Monmouth, che avrebbe scritto la Historia Regum Britanniae, storia romanzata su Re Artù .